# Енгель Олександр Карлович
Олекса́ндр Ка́рлович Е́нгель (1848—1918) — російський фотограф німецького походження. Брат фотографа Августа Енгеля, батько соціолога-марксиста Євгена Енгеля.

## Біографія
Перш ніж стати фотографом, Енгель був художником пейзажу. Працював у Центральній Азії та на Північному Кавказі. 1879 року отримав срібну медаль Географічного Санкт-Петербурзького товариства, 1881 дипломований від Міжнародного конгресу географів. Від 1879 року Олександр Енгель — член Російського Імператорського географічного товариства. Автор альбому закаспійських пейзажів.
У грудні 1890 року Олександр Енгель відкрив студію фотографії в Тбілісі. 1895 року створив студію літографованої фотографії. Від 1896 року працював фотографом Транскавказької залізниці.
Був учителем у фотомайстерності Григорія Раєва.